# Stephen M. Gersten
Stephen M. Gersten (2 de dezembro de 1940) é um matemático estadunidense, especialista em grupos finitamente apresentados e suas propriedades geométricas.
Gersten obteve um bacharelado em 1961 na Universidade de Princeton com um Ph.D. em 1965 no Trinity College (Cambridge), com a tese Class Groups of Supplemented Algebras, orientado por John Stallings. No final da década de 1960 e início da década de 1970 lecionou na Universidade Rice. Em 1972–1973 foi professor visitante no Instituto de Estudos Avançados de Princeton. Em 1973 foi professor da Universidade de Illinois em Urbana-Champaign. Foi palestrante convidado do Congresso Internacional de Matemáticos em Vancouver. Na Universidade de Utah foi professor em 1975. Um de seus orientados de doutorado foi Edward William Formanek.
A conjectura de Gersten motivou considerável pesquisa.

## Teorema de Gersten
Se φ é um automorfismo de um grupo livre finitamente gerado F então
{ x : x ∈ F and φ(x) {\displaystyle =} x } é finitamente gerado.

## Publicações selecionadas
- Gersten, S. M. (1972). «On the spectrum of algebraic {\displaystyle K}-theory». Bulletin of the American Mathematical Society. 78 (2): 216–220. doi:10.1090/S0002-9904-1972-12924-0
- Gersten, S. M. (1973). «Higher {\displaystyle K}-theory for regular schemes». Bulletin of the American Mathematical Society. 79: 193–197. doi:10.1090/S0002-9904-1973-13150-7
- Gersten, S. M. (1973). «Higher K-theory of rings». Higher K-Theories. Col: Lecture Notes in Mathematics. 341. [S.l.: s.n.] pp. 3–42. ISBN 978-3-540-06434-3. doi:10.1007/BFb0067049
- Brown, Kenneth S.; Gersten, Stephen M. (1973). «Algebraic K-theory as generalized sheaf cohomology». Higher K-Theories. Col: Lecture Notes in Mathematics. 341. [S.l.: s.n.] pp. 266–292. ISBN 978-3-540-06434-3. doi:10.1007/BFb0067062
- Gersten, S. M. (1983). «A short proof of the algebraic Weierstrass preparation theorem». Proceedings of the American Mathematical Society. 88 (4). 751 páginas. doi:10.1090/S0002-9939-1983-0702313-2 (See Weierstrass preparation theorem.)
- Gersten, S. M. (1983). «On fixed points of automorphisms of finitely generated free groups». Bulletin of the American Mathematical Society. 8 (3): 451–455. doi:10.1090/S0273-0979-1983-15116-9 (This paper presents a proof of a conjecture made by G. Peter Scott.)
- Gersten, S. M. (1984). «On Whitehead's algorithm». Bulletin of the American Mathematical Society. 10 (2): 281–285. doi:10.1090/S0273-0979-1984-15246-7
- Gersten, S. M. (1987). «Reducible Diagrams and Equations over Groups». Essays in Group Theory. Col: Mathematical Sciences Research Institute Publications. 8. [S.l.: s.n.] pp. 15–73. ISBN 978-1-4613-9588-1. doi:10.1007/978-1-4613-9586-7_2
- Gersten, S. M.; Short, Hamish B. (1990). «Small cancellation theory and automatic groups». Inventiones Mathematicae. 102: 305–334. Bibcode:1990InMat.102..305G. doi:10.1007/BF01233430
- Baumslag, Gilbert; Gersten, S.M.; Shapiro, Michael; Short, H. (1991). «Automatic groups and amalgams». Journal of Pure and Applied Algebra. 76 (3): 229–316. doi:10.1016/0022-4049(91)90139-S
- Gersten, S. M.; Short, H. B. (1991). «Rational Subgroups of Biautomatic Groups». Annals of Mathematics. 134 (1): 125–158. JSTOR 2944334. doi:10.2307/2944334
- Gersten, S. M. (1992). «Dehn Functions and l1-norms of Finite Presentations». In:  Baumslag G.; Miller C.F. Algorithms and Classification in Combinatorial Group Theory. Col: Mathematical Sciences Research Institute Publications. 23. New York: Springer. pp. 195–224. ISBN 978-1-4613-9732-8. ISSN 0940-4740. doi:10.1007/978-1-4613-9730-4_9
- Gersten, S.M. (1993). «Isoperimetric and isodiametric functions of finite presentations». Geometric group theory. vol. 1. [S.l.: s.n.] pp. 79–96